# Oranssi Pazuzu
Gli Oranssi Pazuzu sono una band finlandese post-black metal formata nel 2007. La band è composta da Juho "Jun-His" Vanhanen (voce, chitarra), Korjak (batteria), Moit (chitarra), Evil (tastiere, percussioni) e Ontto (basso). La band prende il nome da "oranssi", la parola finlandese per "arancione" e Pazuzu, un demone del vento della mitologia babilonese.

## Storia
La band registrò il proprio album di debutto Muukalainen puhuu nel 2008, nella capanna della famiglia di Korjak: fu pubblicato tramite Violent Journey Records nel 2009, e fu seguito nel 2010 da uno split LP con i Candy Cane e dal loro secondo album, Kosmonument, uscito nel 2011 per Spinefarm Records. Nel 2013, pubblicarono Valonielu, prodotto e progettato dal produttore londinese Jaime Gomez Arellano, e nel 2016 Värähtelijä", entrambi sotto Svart Reecords, ricevendo recensioni positive da siti come AllMusic, Spin e Pitchfork. Nel 2017, il gruppo pubblicò due EP, Farmakologinen e Kevät / Värimyrsky. Il recensore di Allmusic James Christopher Monger descrisse il suono della band come una combinazione di black metal, rock psichedelico, space rock e progressive metal. Due membri della band e due membri dei Dark Buddha Rising hanno formato anche i Atomikylä. Gli Oranssi Pazuzu fanno anche parte del collettivo Wastement.

## Formazione

### Formazione attuale
- Jarkko "Korjak" Salo – batteria (2007-presente)
- Ville "Evil" Leppilahti – voce, tastiere, percussioni (2007-presente)
- Toni "Ontto" Hietamäki – basso, voce (2007-presente)
- Juho "Jun-His" Vanhanen – voce, chitarra (2007-presente)
- Niko "Ikon" Lehdontie – chitarra (2016-presente)

### Ex componenti
- Moit – chitarra (2007-2016)

## Discografia
Album in studio
- 2009 - Muukalainen puhuu
- 2011 - Kosmonument
- 2013 - Valonielu
- 2016 - Värähtelijä
- 2020 - Mestarin kynsi
- 2024 - Muuntautuja

EP
- 2017 - Kevät / Värimyrsky

Split
- 2010 - Candy Cane / Oranssi Pazuzu